# Davor Palo
Davor Palo (ur. 16 stycznia 1985 w Sarajewie) – duński szachista pochodzenia bośniackiego, arcymistrz od 2005 roku.

## Kariera szachowa
Urodził się w Sarajewie, gdzie mieszkał do 1993 roku. W grudniu tego roku jego rodzina przybyła do Danii uciekając przed wojną domową, która wybuchła w Bośni. Pierwszy sukces szachowy odniósł dwa lata później, dzieląc I m. w turnieju juniorów. W roku 2002 triumfował w Greve oraz zajął II m. (za Rubenem Felgaerem) w Aarhus. Na przełomie 2003 i 2004 roku zwyciężył (przed Bartłomiejem Heberlą) w tradycyjnym turnieju juniorów w Hallsbergu. W 2004 podzielił również II m. (za Erwinem l'Ami) w kołowym turnieju w Gausdal, natomiast w 2005 zwyciężył w Montpellier oraz podzielił II m. (za Aleksandrem Areszczenko, a wraz z Kamilem Mitoniem) w Aarhus. W tym samym też roku Międzynarodowa Federacja Szachowa przyznała mu tytuł arcymistrza, dzięki czemu został najmłodszym w historii duńskim szachistą, który otrzymał ten tytuł.
Trzykrotnie zdobył medale indywidualnych mistrzostw Danii: złoty (2013), srebrny (2003) oraz brązowy (2004).
Wielokrotnie reprezentował Danię w turniejach drużynowych, m.in.: trzykrotnie na olimpiadach szachowych (w latach 2002, 2004, 2006) oraz dwukrotnie na drużynowych mistrzostwach Europy (w latach 2005, 2013).
Najwyższy ranking w karierze osiągnął 1 lipca 2006 r., z wynikiem 2558 punktów dzielił wówczas 4-5. miejsce wśród duńskich szachistów.